# Pantydia andersoni
Pantydia andersoni là một loài bướm đêm trong họ Erebidae.